# Lista de lutadores do Jungle Fight
O Jungle Fight atualmente é composto por 7 categorias. essa é a lista de lutadores que atuam ou fizeram sua última luta no jungle. atualizado até a edição Jungle Fight 55.

## Lutadores Peso Meio Pesados (até 93 kg)
| Lutador                      | Natural de                   | Equipe/associação               | Cartel | Cartel no Jungle | Último Resultado no Jungle Fight | Notas                                 |
| ---------------------------- | ---------------------------- | ------------------------------- | ------ | ---------------- | -------------------------------- | ------------------------------------- |
| Rodney Wallace               | Charlotte, Carolina do Norte | Chute Boxe                      | 18-6   | 1-0              | Vitória Jungle Fight 53          |                                       |
| Salomão Ribeiro              | Rio de Janeiro               | Team Nogueira                   | 4-3    | 2-1              | Derrota Jungle Fight 53          |                                       |
| Kleber Orgulho               | Salvador, Bahia              | Champion Team                   | 11-5   | 5-1              | Vitória Jungle Fight 51          | Campeão da Categoria dos Meio Pesados |
| Martin "La Maquina"          | Buenos Aires, Argentina      | Mario Sukata Academy Argentina  | 3-0    | 2-0              | Vitória Jungle Fight 51          |                                       |
| Armando "polêmico" Coelho    | Jau, São Paulo               | Bronx's Gold Team               | 4-3    | 1-1              | Derrota Jungle Fight 42          |                                       |
| Alexandre "Bebezão" Machado  | Rio de Janeiro               | Base MMA Club                   | 6-1    | 0-1              | Derrota Jungle Fight 37          |                                       |
| Emiliano "He-Man" Sordi      | Río Cuarto, Córdoba          | Striker House Nova União        | 10-4   | 1-2              | Derrota Jungle Fight 36          |                                       |
| Bruno Capelosa               | Jau, São Paulo               | Ryan Gracie Team / Xtreme Fight | 4-3    | 3-2              | Derrota Jungle Fight 35          |                                       |
| João Paulo "Gigante" Pereira | Assis, São Paulo             | Mix Fight                       | 8-6    | 1-1              | Derrota Jungle Fight 35          |                                       |

## Lutadores Peso Médio (até 84 kg)
| Lutador                        | Natural de                         | Cartel | Cartel no Jungle | Último Resultado no Jungle Fight        | Notas                           |
| ------------------------------ | ---------------------------------- | ------ | ---------------- | --------------------------------------- | ------------------------------- |
| Ederson Cristian "Lion" Macedo | Rio de Janeiro                     | 3-1    | 3-1              | Vitória Jungle Fight 54                 | Semi-Finalista do GP dos Médios |
| Kleber Orgulho                 | Salvador, Bahia                    | 11-4   | 5-1              | Vitória Jungle Fight 51                 | Participante do GP dos Médios   |
| Salomão Ribeiro                | Rio de Janeiro                     | 4-3    | 2-1              | Derrota Jungle Fight 53                 |                                 |
| Rodolfo Buda                   | Rio de Janeiro                     | 2-2    | 1-1              | Derrota Jungle Fight 49                 |                                 |
| Fábio cesar Marongiu           | Rio de Janeiro                     | 1-2    | 0-1              | Derrota Jungle Fight 49                 |                                 |
| Jorge Luiz "Michelan" Bezerra  | Brasil                             | 18-8   | 1-2              | Derrota Jungle Fight 48                 |                                 |
| Erik Becker                    | São Paulo                          | 4-6    | 1-2              | Derrota Jungle Fight 46                 |                                 |
| Pedro "Pedrão" da Rosa Neto    | Bento Gonçalves, Rio Grande do Sul | 6-4    | 1-1              | Derrota Jungle Fight 46                 | Semi-Finalista do GP dos Médios |
| Edualdo José "Gameth" oliveira | Guarulhos, São Paulo               | 16-11  | 0-2              | Derrota Jungle Fight 43                 | Participante do GP dos Médios   |
| Renato Doti                    | Brasil                             | 0-1    | 0-1              | Derrota Jungle Fight 41                 | Participante do GP dos Médios   |
| Eder Jones                     | Salvador, Bahia                    | 9-4    | 0-1              | Derrota Jungle Fight 41                 | Participante do GP dos Médios   |
| Douglas Moura Silva            | Rio de Janeiro                     | 3-1    | 2-0              | Vitória Jungle Fight 39 - Jungle in Rio |                                 |
| André "Sergipano" Muniz        | Montes Claros, Minas Gerais        | 1-2    | 0-1              | Derrota Jungle Fight 39 - Jungle in Rio |                                 |
| Luiz Gustavo "Gugu" Dutra      | Rio de Janeiro                     | 2-0    | 1-0              | Vitória Jungle Fight 36                 |                                 |
| Norman Carlton                 | Salvador, Bahia                    | 4-2    | 1-2              | Derrota Jungle Fight 36                 |                                 |
| Augusto "Dodger" Montano       | México                             | 12-1   | 1-0              | Vitória Jungle Fight 22                 |                                 |

## Lutadores Peso Meio-Médio (até 77 kg)
| Lutador                               | Natural de                             | Cartel  | Cartel no Jungle | Último Resultado no Jungle Fight      | Notas                                |
| ------------------------------------- | -------------------------------------- | ------- | ---------------- | ------------------------------------- | ------------------------------------ |
| Warlley Alves de Andrade              | Governador Valadares, Minas Gerais     | 5-0     | 3-0              | Vitória Jungle Fight 53               |                                      |
| Elias Silvério                        | Pirapora do Bom Jesus, São Paulo       | 6-0     | 3-0              | Vitória Jungle Fight 46               | Campeão da Categoria Peso Meio-Médio |
| Itamar Rosa                           | Cachoeirinha, Rio Grande do Sul        | 8-3     | 3-1              | Vitória Jungle Fight 50               | Finalista do GP dos Médios           |
| Junior Orgulho                        | Salvador, Bahia                        | 5-2     | 1-1              | Derrota Jungle Fight 52               |                                      |
| Douglas Del Rio                       | Porto Alegre, Rio Grande do Sul        | 9-7     | 1-2              | Derrota Jungle Fight 50               |                                      |
| Antônio "Junior Alpha" dos Santos jr. | Salvador, Bahia                        | 4-1     | 1-0              | Vitória Jungle Fight 48               |                                      |
| Julio Rafael Rodrigues "Julião"       | Brasil                                 | 1-3     | 0-2              | Derrota Jungle Fight 48               |                                      |
| Giovanni Guedes                       | Rio Grande do Sul                      | 2-1     | 0-1              | Derrota Jungle Fight 47 - Jungle Belt |                                      |
| Carlos Alberto Bazan Rojas            | Santa Cruz de la Sierra, Andrés Ibáñez | 2-3     | 2-2              | Derrota Jungle Fight 46               | Participante do GP dos Leves         |
| Adilson "Jack Godzilla" jr.           | Recife, Pernambuco                     | 6-3     | 0-1              | Derrota Jungle Fight 44               |                                      |
| Douglas Bertazini                     | Brasil                                 | 5-5     | 3-3              | Derrota Jungle Fight 43               |                                      |
| Daniel "Wallid" Correia               | São Paulo                              | 2-5     | 1-0              | Vitória Jungle Fight 42               |                                      |
| Giovanni Almeida                      | Vitória, Espírito Santo                | 3-2     | 1-1              | Derrota Jungle Fight 42               |                                      |
| Wellington "Terra Firme" Santiago     | Macapá, amapá                          | 2-3     | 0-1              | Derrota Jungle Fight 40               |                                      |
| José Otávio "Javali" dos Santos       | Belém, para                            | 2-3     | 1-1              | Derrota Jungle Fight 40               |                                      |
| Paulo "PH" Henrique                   | Belém, para                            | 3-3     | 1-2              | Derrota Jungle Fight 38               |                                      |
| Edilberto "Crocota" de Oliveira       | Campo Formoso, Bahia                   | 22-11-2 | 4-4-1            | Derrota Jungle Fight 38               |                                      |
| Michel Richard "Trator" dos Prazeres  | Belém, para                            | 16-0    | 1-0              | Vitória Jungle Fight 37               |                                      |
| Lucas Rodolfo Bresolin Rota           | Apucarana, Parana                      | 6-5     | 1-2              | Derrota Jungle Fight 34               |                                      |
| Wendell "War Machine/Negão" Oliveira  | Rio de Janeiro                         | 19-7    | 3-0              | Vitória Jungle Fight 32               |                                      |
| Charles Michel "Maicon" Souza         | Sorocaba, São Paulo                    | 10-1    | 1-0              | Vitória Jungle Fight 32               |                                      |
| Gil de Freitas                        | São Paulo                              | 14-5    | 4-3              | Vitória Jungle Fight 31               |                                      |
| Romario Manoel "Junior Killer"        | Fortaleza, Ceará                       | 22-10-1 | 2-2              | Derrota Jungle Fight 18               |                                      |

## Lutadores Peso Leve (até 70 kg)
| Lutador                               | Natural de                                  | Cartel   | Cartel no Jungle | Último Resultado no Jungle Fight           | Notas                             |
| ------------------------------------- | ------------------------------------------- | -------- | ---------------- | ------------------------------------------ | --------------------------------- |
| Ary Santos                            | Campos dos Goytacazes, Rio de Janeiro       | 5-3      | 4-2              | Vitória Jungle Fight 55                    | Semi-Finalista do GP dos Leves    |
| Ivan "Batman"                         | Florianópolis, Santa Catarina               | 24-3     | 5-0              | Vitória Jungle Fight 54                    | campeão da Categoria dos Leves    |
| Lúcio Curado                          | Brasília                                    | 7-3      | 3-1              | Derrota Jungle Fight 54                    | ex-campeão da Categoria dos Leves |
| Valmir "Bidu" Lázaro                  | Salvador, Bahia                             | 8-2      | 1-0              | Vitória Jungle Fight 53                    |                                   |
| Luiz Carlos "Japeri" Silva            | Japeri, Rio de Janeiro                      | 1-0      | 1-0              | Vitória Jungle Fight 53                    |                                   |
| Guilherme "Kioto" Mattos Rodrigues    | Natal, Rio Grande do Norte                  | 18-9     | 1-2              | Derrota Jungle Fight 53                    |                                   |
| Tiago "Trator" dos Santos             | Laranjal do Jari, Amapá                     | 15-4-2-1 | 4-0              | Vitória Jungle Fight 50                    |                                   |
| Dimitry Zebroski                      | Porto Alegre, Rio Grande do Sul             | 8-5-1    | 1-2              | Derrota Jungle Fight 50                    | Semi-Finalista do GP dos Leves    |
| Sean "Cubby" Peters                   | Montana                                     | 5-1      | 2-1              | Derrota Jungle Fight 49                    | Finalista do GP dos leves         |
| Allan "Nuguete" Patrick               | Manaus, Amazonas                            | 8-0      | 1-0              | Vitória Jungle Fight 49                    |                                   |
| Murilo Filho                          | Brasil                                      | 4-4      | 0-1              | Derrota Jungle Fight 49                    |                                   |
| Guilherme "Guilherminho Fúria" Sawaya | Tremembé, São Paulo                         | 2-2      | 0-1              | Derrota Jungle Fight 49                    |                                   |
| Fábio "Borracha" lima                 | Brasil                                      | 1-0      | 1-0              | Vitória Jungle Fight 48                    |                                   |
| Renan Carlos "Pitbull" Silva          | Macapá, Amapá                               | 5-3      | 0-2              | Derrota Jungle Fight 48                    |                                   |
| Lindeclecio "Bruto Batista" Oliveira  | Brasil                                      | 3-1      | 0-1              | Derrota Jungle Fight 48                    |                                   |
| Lucas Martins "Mineiro"               | Montes Claros, Minas Gerais                 | 12-1     | 1-0              | Vitória Jungle Fight 46                    |                                   |
| Oberdan "Pezão" Vieira                | Santana, Amapá                              | 13-6     | 0-1              | Derrota Jungle Fight 46                    |                                   |
| Franscisco "Deivison Dragon" Ribeiro  | Igarapé-Açu, Para                           | 23-8     | 2-0              | Vitória Jungle Fight 45                    |                                   |
| Alejandro "Mandarina" Solano          | Santo Domingo, Heredia                      | 15-7     | 0-1              | Derrota Jungle Fight 45                    |                                   |
| Rafael "Rafa Thai" da Silva Alves     | Belém, para                                 | 7-5      | 1-2              | Derrota Jungle Fight 45                    |                                   |
| Mariano Ricardo Hinojal               | Santa Fé                                    | 2-2      | 0-1              | Derrota Jungle Fight 44                    |                                   |
| Agustin Acunã                         | Santa Fé                                    | 0-1      | 0-1              | Derrota Jungle Fight 44                    | Participante do GP dos Leves      |
| Roberto "Pato" Fonseca                | Manaus, Amazonas                            | 6-2(1NC) | 0-1              | Derrota Jungle Fight 43                    | Participante do GP dos Leves      |
| Gabriel Moraes Moreira                | Brasil                                      | 2-2      | 1-1              | Derrota Jungle Fight 43                    | Participante do GP dos Leves      |
| Giovane "Brutus" Silva                | Laranjal do Jari, Amapá                     | 2-5      | 1-1              | Derrota Jungle Fight 42                    |                                   |
| Clauriere Freitas                     | Brasil                                      | 6-8      | 0-1              | Derrota Jungle Fight 41                    |                                   |
| Sebastian "The One" Latorre           | Montevidéu                                  | 5-7      | 0-1              | Derrota Jungle Fight 40                    |                                   |
| Nelson Gomes                          | Paulo Afonso, Bahia                         | 14-2     | 6-1              | Vitória Jungle Fight 39 - Jungle in Rio    |                                   |
| Silvio "Pantera"                      | Brasil                                      | 1-2      | 0-1              | Derrota Jungle Fight 39 - Jungle in Rio    |                                   |
| Marcos "Tourinho" Bailune             | Brasil                                      | 0-1      | 0-1              | Derrota Jungle Fight 39 - Jungle in Rio    |                                   |
| José Luiz Medrano                     | Puebla                                      | 3-1      | 1-0              | Vitória Jungle Fight 38                    |                                   |
| Diego "Fofão" Cavalcanti              | Brasília                                    | 4-1      | 4-1              | Derrota Jungle Fight 38                    |                                   |
| Gabriel "El Dragon Demente" Soule     | San Nicolás, Buenos Aires                   | 2-5      | 0-1              | Derrota Jungle Fight 38                    |                                   |
| Julio Cesar Quirino                   | Assis, São Paulo                            | 5-1      | 0-1              | Derrota Jungle Fight 37                    |                                   |
| Jimmy Donahue                         | St. Louis, Missouri                         | 4-3      | 0-1              | Derrota Jungle Fight 37                    |                                   |
| Janio "Mancha" dos Santos             | São Paulo                                   | 2-3      | 0-1              | Derrota Jungle Fight 35                    |                                   |
| Elieni "Pit" Silva                    | Brasília                                    | 10-6     | 0-2              | Derrota Jungle Fight 33                    |                                   |
| Bruno "Balboa" Mesquita               | Petrópolis, Rio de Janeiro                  | 1-0      | 1-0              | Vitória Jungle Fight - Jungle Comunidade 1 | 1 Vitória no Jungle Comunidade    |
| Rafael Pereira                        | Brasil                                      | 1-0      | 1-0              | Vitória Jungle Fight - Jungle Comunidade 1 | 1 Vitória no Jungle Comunidade    |
| Fábio Queiroz                         | Engenheiro Paulo de Frontin, Rio de Janeiro | 2-1      | 1-0              | Vitória Jungle Fight - Jungle Comunidade 1 | 1 Vitória no Jungle Comunidade    |
| Douglas Romeiro                       | Brasil                                      | 0-1      | 0-1              | Derrota Jungle Fight - Jungle Comunidade 1 | 1 Derrota no Jungle Comunidade    |

## Lutadores Peso Pena (até 66 kg)
| Lutador                                   | Natural de                            | Cartel | Cartel no Jungle | Último Resultado no Jungle Fight           | Notas                          |
| ----------------------------------------- | ------------------------------------- | ------ | ---------------- | ------------------------------------------ | ------------------------------ |
| Fabiano "Jacarezinho"                     | Boa Vista, Roraima                    | 18-5-1 | 2-1              | Vitória Jungle Fight 55                    |                                |
| Alexandre "Capitão"                       | Manaus, Amazonas                      | 14-5   | 5-3              | Vitória Jungle Fight 54                    | Participante do GP dos Penas   |
| Rodrigo "Delegado" Magalhães              | Brasil                                | 6-0    | 1-0              | Vitória Jungle Fight 53                    |                                |
| Douglas "D'Silva" Silva                   | Castanhal, Para                       | 19-1   | 1-0              | Vitória Jungle Fight 52                    |                                |
| Michel Pedro Silva                        | Ananindeua, Pará                      | 2-1    | 1-1              | Vitória Jungle Fight 52                    |                                |
| Edmilson "Kevin" Souza                    | Florianopolis, Santa Catarina         | 12-3   | 4-0              | Vitória Jungle Fight 51                    | Campeão da Categoria dos Penas |
| Luiz Antônio "Toninho Marajo" Gavinho     | Belém, Pará                           | 2-1    | 1-1              | Derrota Jungle Fight 52                    |                                |
| Fabiano "Soldado" Nogueira                | Niteroi, Rio de Janeiro               | 6-2    | 3-2              | Derrota Jungle Fight 51                    |                                |
| Yuri "Kong Killa" Maia                    | Porto Alegre, Rio Grande do Sul       | 9-1    | 1-0              | Vitória Jungle Fight 50                    |                                |
| Leandro Frois                             | Porto Alegre, Rio Grande do Sul       | 9-5-1  | 0-1              | Derrota Jungle Fight 50                    |                                |
| Mauro Chaulet                             | Porto Alegre, Rio Grande do Sul       | 11-5   | 0-2              | Derrota Jungle Fight 50                    | Participante do GP dos Penas   |
| Talison Soares Costa                      | Areia Branca, Rio Grande do Norte     | 7-2    | 0-1              | Derrota Jungle Fight 49                    |                                |
| Sergio "Serginho" Soares                  | São Paulo                             | 10-5   | 1-1              | Vitória Jungle Fight 48                    |                                |
| Adson "Preguiça" Nascimento               | Macapá, Amapá                         | 37-10  | 2-1              | Vitória Jungle Fight 46                    |                                |
| Tiago Passos                              | São Paulo                             | 5-3    | 2-3              | Derrota Jungle Fight 46                    |                                |
| Alejandro Villalobos                      | Santo Domingo, Heredia                | 10-3   | 1-0              | Vitória Jungle Fight 45                    |                                |
| Bruno "Jacunda" Pereira da Silva          | Macapá, Amapá                         | 3-1    | 0-1              | Derrota Jungle Fight 45                    |                                |
| Jonny Ywasaki                             | Lima, Peru                            | 7-5    | 1-0              | Vitória Jungle Fight 42                    |                                |
| Fabio Defendenti                          | Brasil                                | 7-2    | 1-0              | Vitória Jungle Fight 41                    |                                |
| Tiago "Carioca" Pinto                     | Sorocaba, São Paulo                   | 0-1    | 0-1              | Derrota Jungle Fight 41                    |                                |
| Diego Arturo "Akita"                      | Lima, Peru                            | 10-2   | 3-1              | Vitória Jungle Fight 40                    |                                |
| Magno "Magu" Alexandre                    | Campos dos Goytacazes, Rio de Janeiro | 3-2    | 1-1              | Vitória Jungle Fight 39 - Jungle in Rio    |                                |
| Doug Kulbis                               | Cleveland, Ohio                       | 3-4    | 1-0              | Vitória Jungle Fight 39 - Jungle in Rio    |                                |
| Martin Obregon                            | Peru                                  | 0-2    | 0-1              | Derrota Jungle Fight 39 - Jungle in Rio    |                                |
| José Eudes "Cachorrão" Tavares            | Brasil                                | 8-2    | 0-1              | Derrota Jungle Fight 38                    |                                |
| Alberto "Striker" Pantoja                 | Belém, Pará                           | 11-8   | 0-1              | Derrota Jungle Fight 38                    |                                |
| Manoel Sandro                             | Brasil                                | 0-1    | 0-1              | Derrota Jungle Fight 38                    |                                |
| Tiago Passos                              | São Paulo                             | 5-3    | 2-3              | Derrota Jungle Fight 37                    |                                |
| Francisco Cylderlan "Porco Loco" da Silva | Brasil                                | 25-9   | 0-1              | Derrota Jungle Fight 34                    |                                |
| Yago Lopes do Nascimento                  | Brasil                                | 0-1    | 0-1              | Derrota Jungle Fight - Jungle Comunidade 1 | 1 Derrota no Jungle Comunidade |

## Lutadores Peso Galo (até 61 kg)
| Lutador                                    | Natural de                      | Cartel        | Cartel no Jungle | Último Resultado no Jungle Fight           | Notas                          |
| ------------------------------------------ | ------------------------------- | ------------- | ---------------- | ------------------------------------------ | ------------------------------ |
| Renato "Moicano" Carneiro                  | Brasília, Brasil                | 7-0-1         | 7-0              | Vitória Jungle Fight 55                    |                                |
| Mario Israel                               | Manaus, Amazonas                | 8-0           | 2-0              | Vitória Jungle Fight 53                    |                                |
| Francisco "Junior Mingau" Figueredo Jr.    | Belém, Pará                     | 6-2           | 1-1              | Vitória Jungle Fight 52                    |                                |
| Michel "Michel Psicopata" Silva            | Ananindeua, Para                | 2-1           | 1-1              | Vitória Jungle Fight 52                    |                                |
| Jonas "Speed" Bilharinho                   | Rio de Janeiro, Rio de Janeiro  | 4-0-1         | 3-0              | Vitória Jungle Fight 51                    | Venceu todas as 3 por nocaute  |
| Gabriel "Gabito" Silva                     | Vila Velha, Espírito Santo      | 3-0           | 1-0              | Vitória Jungle Fight 50                    | Irmão de Erick Silva           |
| Vinicius "Astro Boy" Baraldo               | Porto Alegre, Rio Grande do Sul | 4-2           | 0-1              | Derrota Jungle Fight 50                    |                                |
| Diego D'Avila                              | Paranagua, Parana               | 8-4           | 0-0              | Estreia no Jungle Fight 53                 |                                |
| Francisco "Junior Mingau" Figueredo        | Belém, Pará                     | 5-2           | 0-1              | Derrota Jungle Fight 30                    |                                |
| Átila "Cowboy" Oliveira                    | Vitória da Conquista, Bahia     | 8-6           | 1-1              | Derrota Jungle Fight 48                    |                                |
| Joel Iglesias                              | Peru                            | 3-3           | 0-1              | Derrota Jungle Fight 48                    |                                |
| Reginaldo Vieira                           | São Paulo                       | 9-2           | 3-0              | Vitória Jungle Fight 46                    |                                |
| Lúcio "Boinha" Aparecido Lopes             | São Paulo                       | 4-3           | 0-2              | Derrota Jungle Fight 46                    |                                |
| Altair "Tratorzinho" Alencar               | São Luís, Maranhão              | 7-1           | 2-0              | Vitória Jungle Fight 45                    |                                |
| Severino "Rato velho" Ramalho da Silva Jr. | Soure, Para                     | 1-1           | 1-0              | Vitória Jungle Fight 45                    |                                |
| Ronaldo Gauss                              | Porto Alegre, Rio Grande do Sul | 3-1           | 0-1              | Derrota Jungle Fight 43                    |                                |
| Pilão Santana                              | Marília, São Paulo              | 5-1           | 0-1              | Derrota Jungle Fight 42                    |                                |
| Henrique "Rasputin" Gomes                  | São Paulo                       | 2-2           | 0-1              | Derrota Jungle Fight 42                    |                                |
| Andre "Urso"                               | Brasil                          | 1-1           | 0-1              | Derrota Jungle Fight 42                    |                                |
| Luan Luiz Lacerda                          | Macapá, Amapá                   | 2-0           | 1-0              | Vitória Jungle Fight 41                    |                                |
| Jhonatan "Guido" dos Santos                | Macapá, Amapá                   | 2-3           | 0-1              | Derrota Jungle Fight 41                    |                                |
| Israel "Falkinho" Silva                    | Breves, para                    | 8-3           | 1-0              | Vitória Jungle Fight 40                    |                                |
| Renato Velame                              | Salvador, Bahia                 | 16-6          | 0-2              | Derrota Jungle Fight 40                    |                                |
| Eduardo "Kiko" Felipe                      | Rio de Janeiro                  | 19-12-0-(3NC) | 3-2-1NC          | Derrota Jungle Fight 39 - Jungle in Rio    |                                |
| Antenor "Peixe" Pereira                    | Brasília                        | 3-3           | 1-1              | Vitória Jungle Fight 39 - Jungle in Rio    |                                |
| Iliarde Santos                             | Belém, Pará                     | 27-6-1(1NC)   | 4-2(1NC)         | Vitória Jungle Fight 38                    | Lutará no UFC                  |
| Bethe Correia                              | Campina Grande, Paraiba         | 6-0           | 1-0              | Vitória Jungle Fight 54                    | Lutará no UFC                  |
| Leandro "Pitbull" Higo                     | Mossoró, Rio Grande do Sul      | 12-2          | 0-1              | Derrota Jungle Fight 38                    |                                |
| Paulo "Paulinho" Roberto                   | Brasil                          | 4-2           | 1-0              | Vitória Jungle Fight 36                    |                                |
| Luiz Carlos "Salgadinho" Alves             | Rio de Janeiro                  | 3-3           | 0-2              | Derrota Jungle Fight 36                    |                                |
| Pedro "The Yong Punisher" Munhoz           | São Paulo                       | 7-0           | 1-0              | Vitória Jungle Fight 18                    |                                |
| Junior Pará                                | São Gonçalo, Rio de Janeiro     | 1-1           | 1-1              | Vitória Jungle Fight - Jungle Comunidade 1 | 1 Vitória no Jungle Comunidade |
| Alexandre Pinheiro                         | Rio de Janeiro                  | 7-4           | 0-1              | Derrota Jungle Fight - Jungle Comunidade 1 | 1 Derrota no Jungle Comunidade |
| André Louremço                             | Brasil                          | 1-1           | 0-1              | Derrota Jungle Fight - Jungle Comunidade 1 | 1 Derrota no Jungle Comunidade |

## Lutadores Peso Mosca (até 57 kg)
| Lutador                              | Natural de                       | Cartel  | Cartel no Jungle | Último Resultado no Jungle Fight           | Notas                                                                         |
| ------------------------------------ | -------------------------------- | ------- | ---------------- | ------------------------------------------ | ----------------------------------------------------------------------------- |
| Junior Boya                          | Manaus, Amazonas                 | 5-2     | 1-0              | Vitória Jungle Fight 55                    | Campeão Interino da Categoria dos Moscas                                      |
| Sidney "Junior Abedi" Oliveira       | Rio de Janeiro                   | 9-5-1NC | 4-2-1NC          | Vitória Jungle Fight 55                    |                                                                               |
| Marcos "Cabecinha" Vinicius          | Rio de Janeiro                   | 10-2    | 4-2              | Derrota Jungle Fight 55                    | 1 Vitória no Jungle Comunidade                                                |
| Rayner Silva                         | Manaus, Amazonas                 | 3-1     | 1-0              | Vitória Jungle Fight 53                    | Campeão da Categoria dos Moscas                                               |
| Arinaldo da Silva                    | Natal, Rio Grande do Norte       | 4-4-1   | 2-1-1            | Derrota Jungle Fight 53                    |                                                                               |
| Robson Souza "Robson New" dos Santos | Brasil                           | 5-0     | 1-0              | Vitória Jungle Fight 50                    | Era campeão Interino (Robson “New” foi banido do evento por não bater o peso) |
| Wagner Noronha                       | Porto Alegre, Rio Grande do Sul  | 8-5     | 1-2              | Derrota Jungle Fight 50                    |                                                                               |
| Claudir Dutkevis                     | Caxias do Sul, Rio Grande do Sul | 10-2    | 0-1              | Derrota Jungle Fight 47 - Jungle Belt      |                                                                               |
| Kleber "Bekão" Willian               | Soure, Para                      | 8-3     | 1-1              | Derrota Jungle Fight 45                    |                                                                               |
| Leandro "Ralph Lorem" Lopez          | Rocinha, Rio de Janeiro          | 7-5     | 1-1              | Derrota Jungle Fight 44                    |                                                                               |
| Bruno "The Talent" Menezes           | Salvador, Bahia                  | 11-5    | 1-1              | Vitória Jungle Fight 41                    |                                                                               |
| Mateus "Pitbull" Martins             | São Paulo                        | 0-1     | 0-1              | Derrota Jungle Fight 41                    |                                                                               |
| Joel "Vira Tourinho" Miranda         | Macapá, Amapá                    | 5-3     | 0-1              | Derrota Jungle Fight 40                    |                                                                               |
| Gilberto Dias                        | Brasília                         | 8-2     | 1-0              | Vitória Jungle Fight 37                    |                                                                               |
| Ricardo "Mirrado" Maciel             | Avaré, São Paulo                 | 5-3     | 1-1              | Derrota Jungle Fight 37                    |                                                                               |
| Bruno "Emilia" Silva                 | Rocinha, Rio de Janeiro          | 1-2     | 0-2              | Derrota Jungle Fight - Jungle Comunidade 1 | 1 Derrota no Jungle Comunidade                                                |